# Richard Helmrich
Franz Richard Helmrich (* 22. Februar 1869 in Kirchberg; † 2. Januar 1931 in Braunschweig) war ein deutscher Lehrer und Stenograf.

## Leben und Werk
Nach dem Schulbesuch ging Helmrich von 1883 bis 1889 an das Lehrerseminar nach Auerbach im Vogtland und war dann als Lehrer und Studienrat an den Bürgerschulen in Klingenthal und Plauen, tätig. 1906 musste er aus gesundheitlichen Gründen seinen Lehrerberuf aufgeben.
In Klingenthal gründete er das Gewerbemuseum und ist besonders für die Verbreitung der Gabelsbergerschen Stenografie tätig gewesen. 1925 wurde Richard Helmrich auf dem Sächsischen Stenografentag in Freital "für seine beispiellosen Verdienste um die Förderung der Stenographie" mit der Häpe-Denkmünze ausgezeichnet. Als Pensionär lebte Helmrich zunächst in Gera, zuletzt in Braunschweig.

## Schriften (Auswahl)
- Die Stiftungen in der Schule Gabelsbergers. Heckner, Wolfenbüttel 1901 (Festschrift zu der am 20. bis 22. Juli 1901 in Plauen i. V. tagenden 40. Generalversammlung des Gesamtvereins der Gabelsbergerschen Stenographen-Vereine im Königreich Sachsen).
- Eleonore Wallot. Eine Festgabe zum 80. Geburtstag. Heckner, Wolfenbüttel 1902.
- Geschichte der Bäcker-Innung zu Plauen. Rudolf Kell, Plauen 1906.
- Julius Mosen, der Sänger des Liedes „Zu Mantua in Banden“. Heckners Verlag, Wolfenbüttel 1907.
- Geschichte der Gabelsbergerschen Schule in der Kreisstadt Plauen von 1858 bis 1908. Verlag des Vereins, Plauen 1908.
- Plauens Theatergeschichte bis zur Weihe des Stadttheaters im Jahre 1898. In: Mitteilungen des Altertumsvereins zu Plauen. 19. Jahresschrift auf die Jahre 1908–1909. Rudolf Neupert, Plauen i. V. 1908, S. 198–244 (zs.thulb.uni-jena.de).
- Von der Badestube bis zum König-Albert-Bad. In: Mitteilungen des Altertumsvereins zu Plauen. 23. Jahresschrift auf das Jahr 1913. Rudolf Neupert, Plauen i. V. 1913, S. 119–132 (zs.thulb.uni-jena.de).
- mit Gustav Müller: Aus deutschen Gauen. Kurzschrift-Lesebuch mit Bildern. Heckners Verlag, Wolfenbüttel 1926.
- Regierungsrat a. D. Prof. Ernst Ahnert. In: Nachrichten aus Heckners Verlag. Wolfenbüttel 1927, S. 14.
- Ernst Ahnert. In: E. Ahnert, A. Schramm (Hrsg.): Bunte Blätter, Illustrierte Monatshefte in Einheitskurzschrift. Jg. 23, Heft VII, Wolfenbüttel 1929, S. 17 ff.
- Die Geschichte der Geigenmacherinnung zu Klingenthal, der Barbiere, Bade- und Wundärzte des vogtländ. Kreises und der Bäckerinnung zu Plauen i. V.